# Mitzi Green
Mitzi Green (Bronx, 1920. október 22. – Huntington Beach, Kalifornia, 1969. május 24.) amerikai gyerekszínész.

## Élete és pályafutása
A Paramount és az RKO foglalkoztatta, majd a Broadwayen, filmekben és a televízióban dolgozott.
Szüleinek köszönhetően hároméves korában kezdte meg a show-karriert. Tízéves korában Becky Thatcher volt a Tom Sawyerben (1930), majd a Huckleberry Finnben szerepelt (1931). 14 éves korában Jack Benny komédiájában, a Transatlantic Merry-Go-Roundban (1934) játszott, majd főleg éjszakai előadásokon és színpadon.
A Babes in Armsban (1937) elénekelte a My Funny Valentine című dalt. 1952-ben Abbott és Costello filmjében (Lost in Alaska) és a Bloodhounds című filmben szerepelt.